# Brandon Holt
Brandon Holt (Rolling Hills, 6 de abril de 1998) es un tenista profesional estadounidense.

## Vida personal
Holt es hijo de Tracy Austin, ex N°1 del mundo y campeona del Abierto de los Estados Unidos en 1979 y en 1981.

## Carrera profesional
Su mejor ranking en individuales fue la posición N°101 el 26 de mayo de 2025. Obtuvo su primer título categoría Challenger el 19 de enero de 2025 tras superar en la final de Nonthaburi III al checo Vít Kopřiva por 6-3, 6-2.

## Títulos Challenger; 2 (2 + 0)
| Leyenda             | Individuales | Dobles |
| ------------------- | ------------ | ------ |
| ATP Challenger Tour | 2            | 0      |

### Individuales (2)
| N.º | Fecha               | Torneo         | Superficie | Oponente en la final | Resultado |
| --- | ------------------- | -------------- | ---------- | -------------------- | --------- |
| 1.  | 19 de enero de 2025 | Nonthaburi III | Dura       | Vít Kopřiva          | 6-3, 6-2  |
| 2.  | 2 de marzo de 2025  | Bangalore      | Dura       | Shintaro Mochizuki   | 6-3, 6-3  |